# Himne de Canàries
L'Himne Nacional de Canàries és una variació de l'Arrorró dels Cantos canarios de Teobaldo Power. Va tenir caràcter oficial amb la Llei de 2003. La Llei comença amb el següent paràgraf contingut en les Disposicions Generals: Sea notorio a todos los ciudadanos que el Parlamento de Canarias ha aprobado y yo, en nombre del Rey y de acuerdo con lo que establece el artículo 12.8 del Estatuto de Autonomía, promulgo y ordeno la publicación de la Ley 20/2003, de 28 de abril, del Himno de Canarias.

## Història
Fins a la implantació de l'himne actual, existia un himne no oficial que es feia servir en molts actes i amb el que es tancaven les festes: el Pasodoble Islas Canarias.
Existeix també un Himno a Canarias amb lletra del tinerfeny Fernando García Ramos i música del compositor grancanari Juan José Falcón Sanabria, encarregat pel primer president de la Comunitat Autònoma, el socialista Jerónimo Saavedra.
Després d'un debat en el Parlament de Canàries i l'aportació del músic canari Benito Cabrera a l'Arrorró de Teobaldo Power, es va plasmar en la citada Llei 20/2003 l'Himne Oficial de Canàries.

## Arrorró
L'arrorró és una cançó de bressol canària. Presenta variacions depenent de cada illa, o, fins i tot, dins d'una mateixa illa. Les lletres estan compostes per quartets octosíl·labs i es canten sense repetir els versos.

## Lletra de l'himne
Soy la sombra de un almendro,
soy volcán, salitre y lava.
Repartido en siete peñas
late el pulso de mi alma.
Soy la historia y el futuro,
corazón que alumbra el alba
de unas islas que amanecen
navegando la esperanza.
Luchadoras en nobleza
bregan el terrero limpio
de la libertad.
Ésta es la tierra amada:
mis Islas Canarias.
Como un solo ser
juntas soñarán
un rumor de paz
sobre el ancho mar.